# 李元正
李元正（1940年—），山东济南人，中国人民解放军将领、中国人民解放军中将。 
1994年，授予中国人民解放军中将，曾任总装备部副部长。 